# John Philip Holland
John Philip Holland (Liscannor, 29 febbraio 1840 – Newark, 2 agosto 1914) è stato un ingegnere irlandese, che sviluppò il primo sottomarino entrato in servizio nella U.S. Navy.

## Storia

### I primi anni di vita

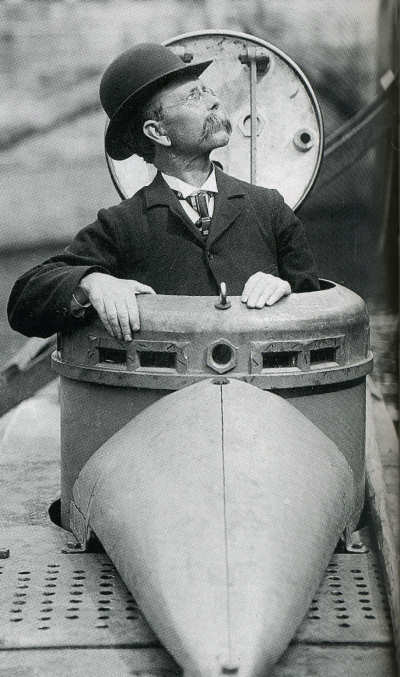
Holland nella torretta di un sottomarino

Holland fu il primo di quattro fratelli nati a Liscannor, Contea di Clare (Irlanda), da Máire Ní Scannláin e John Holland, entrambi di madrelingua irlandese, ed imparò l'inglese solo quando cominciò a frequentare prima la scuola irlandese per inglesi e, dal 1858, la congregazione di fratelli cristiani ad Ennistymon. Dopo aver completato gli studi si unì alla comunità di fratelli cristiani di Limerick, dove insegnò dapprima per poi spostarsi in altri centri irlandesi. A causa di problemi di salute abbandonò la congregazione nel 1873.
John e suo fratello Mícheál furono entrambi attivi nella IRB, una sorta di precursore dell'IRA. Mícheál presentò il fratello inventore al gruppo rivoluzionario. Holland e i feniani idearono un piano per sviluppare un piccolo sottomarino che potesse essere contenuto in una grande nave mercantile che avrebbe dovuto essere ancorata in una zona vicino ad un'unità militare navale inglese. Il sottomarino avrebbe poi dovuto essere lanciato sul fondale marino dalla nave per poi attaccare l'unità militare.

### Sviluppo di progetti sottomarini
Holland si trasferì negli Stati Uniti nel 1873. Inizialmente lavorò per un'azienda di ingegneria, poi ritornò ad insegnare per sei anni nella St. John Catholic school di Paterson, New Jersey. Nel 1875, il primo progetto per un sottomarino fu sottoposto alla considerazione dell'U.S. Navy, ma venne declinato perché considerato irrealizzabile. I feniani, comunque, continuarono a finanziare le ricerche di Holland, tanto che gli consentirono di dimettersi, per la seconda volta, dal suo incarico di insegnante. Nel 1881 venne lanciato il Fenian Ram, ma poco tempo dopo, Holland e i feniani si separarono con rancore, principalmente per questioni riguardanti i pagamenti tra le parti. Il sottomarino è oggi conservato al Paterson Museum, New Jersey.
Holland continuò a sviluppare i suoi progetti, lavorando anche su esperimenti riguardanti barche, prima di veder ricompensati i suoi sforzi con un modello privato di sottomarino, completato il 17 maggio 1897. Questo fu il primo sottomarino in grado di percorrere tratte considerevoli sott'acqua e a combinare un motore elettrico (per viaggiare immerso) ed uno a benzina (per viaggiare in superficie). Venne acquistato dalla U.S. Navy l'11 aprile 1900, dopo vari test a cui venne sottoposto il progetto, e fu commissionato il 12 ottobre 1900 con la denominazione di USS Holland (SS-1). Sei modelli vennero ordinati e costruiti sotto la supervisione di Arthur Leopold Busch, il progettista delle costruzioni al Crescent Shipyard, dove venne sviluppato il sommergibile. La compagnia che lavorò allo sviluppo del sottomarino fu chiamata The Electric Boat Company e venne fondata ufficialmente il 7 febbraio 1899. Isaac Leopold Rice diventò il primo presidente della compagnia, mentre Elihu B. Frost venne nominato vicepresidente e direttore finanziario.
Il design dell'USS Holland venne adottato come ispirazione anche in altri progetti, tra cui lo sviluppo dei sommergibili della Classe Holland, commissionati dalla Royal Navy. La marina imperiale giapponese utilizzò una versione modificata basata sul progetto dell'USS Holland per i primi 5 modelli di sottomarino, benché questi fossero più corti rispetto al progetto. I modelli giapponesi furono poi ulteriormente sviluppati al Fore River Ship and Engine Company di Quincy (Massachusetts) da Arthur L. Busch, che aveva precedentemente collaborato con Holland nella costruzione del primo modello.
Altri due prototipi progettati da John Philip Holland furono l'Holland II e l'Holland III.
Dopo aver trascorso 57 dei suoi 74 anni a progettare sommergibili, John Philip Holland morì il 2 agosto 1914 a Newark (New Jersey). Si trova tuttora sepolto all'Holy Sepulchre Cemetery di Totowa. Un dramma basato sulla sua vita fu scritto dal drammaturgo Aidan Harney.

## Brevetti
- (EN)  US239046, United States Patent and Trademark Office, Stati Uniti d'America. Screw Propeller
- (EN)  US337000, United States Patent and Trademark Office, Stati Uniti d'America. Hydrocarbon Engine
- (EN)  US472670, United States Patent and Trademark Office, Stati Uniti d'America. Submergible
- (EN)  US491051, United States Patent and Trademark Office, Stati Uniti d'America. Submarine Gun
- (EN)  US492960, United States Patent and Trademark Office, Stati Uniti d'America. Steering Apparatus
- (EN)  US522177, United States Patent and Trademark Office, Stati Uniti d'America. Submarine Boat
- (EN)  US537113, United States Patent and Trademark Office, Stati Uniti d'America. Submerigible Boat
- (EN)  US681221, United States Patent and Trademark Office, Stati Uniti d'America. Submarine Boat
- (EN)  US681222, United States Patent and Trademark Office, Stati Uniti d'America. Submarine Boat
- (EN)  US683400, United States Patent and Trademark Office, Stati Uniti d'America. Submarine Boat
- (EN)  US684429, United States Patent and Trademark Office, Stati Uniti d'America. Visual Indicator
- (EN)  US693272, United States Patent and Trademark Office, Stati Uniti d'America. Auto Dive Mechanism
- (EN)  US694153, United States Patent and Trademark Office, Stati Uniti d'America. Auto Ballast
- (EN)  US694154, United States Patent and Trademark Office, Stati Uniti d'America. Submarine Boat
- (EN)  US694643, United States Patent and Trademark Office, Stati Uniti d'America. Submarine Boat
- (EN)  US696971, United States Patent and Trademark Office, Stati Uniti d'America. Firing Valve
- (EN)  US696972, United States Patent and Trademark Office, Stati Uniti d'America. Submarine Boat
- (EN)  US702728, United States Patent and Trademark Office, Stati Uniti d'America. Submarine Boat
- (EN)  US702729, United States Patent and Trademark Office, Stati Uniti d'America. Submarine Boat
- (EN)  US706561, United States Patent and Trademark Office, Stati Uniti d'America. Submarine Boat
- (EN)  US708552, United States Patent and Trademark Office, Stati Uniti d'America. Submarine Gun
- (EN)  US708553, United States Patent and Trademark Office, Stati Uniti d'America. Submarine Boat
- (EN)  US815350, United States Patent and Trademark Office, Stati Uniti d'America. Submarine Boat